# Šabachův park
Šabachův park je nevelký parčík v Praze 6-Dejvicích, pojmenovaný po spisovateli Petru Šabachovi (1951–2017) a zajímavý mimo jiné fontánou se sochami koní.

## Popis a historie
16. září 2018 byl do té doby bezejmenný prostor slavnostně pojmenován po spisovateli a také zastupiteli Prahy 6 Petru Šabachovi u příležitosti 1. výročí jeho úmrtí.
Jedná se o obdélník upravený jako park o velikosti asi 30 × 50 m, ležící mezi ulicemi Kafkova (Bohumil Kafka (1878–1942) byl český sochař a profesor AVU) a Wuchterlova (plukovník Josef Boris Wuchterle (1891–1923) byl legionář, člen České družiny). Pod parčíkem – někdy je prostor označován i jako náměstí – jsou dvoupatrové podzemní garáže Úřadu městské části Praha 6. V souvislosti s jejich stavbou byla v roce 2006 vypsána veřejná výtvarná soutěž na řešení vodní kaskády na tomto prostranství, v níž zvítězil návrh výtvarníka Michala Gabriela.
Kaskáda má celkem 6 stupňů, její první a poslední stupeň doplňují vodotrysky. Dno je vyloženo drobnými oblými kameny. Po stranách vodní plochy jsou dvě řady stromů. Přes kaskádu vedou dvě dřevěné lávky a jedno kratší molo. Kaskádou procházejí tři koně; jejich bronzové sochy jsou v životní velikosti, mají asi 145 cm v kohoutku. Podle autora mají připomínat, že ve městě bývali koně běžnou součástí každodenního života. Údajně právě tudy také kdysi vedla formanská cesta. Socha byly instalovány na jaře roku 2008 a prostor byl pak 10 let označován veřejností jako náměstí "U koní". Projekt parku získal v 16. ročníku soutěže Stavba roku 2008 Cenu poroty.

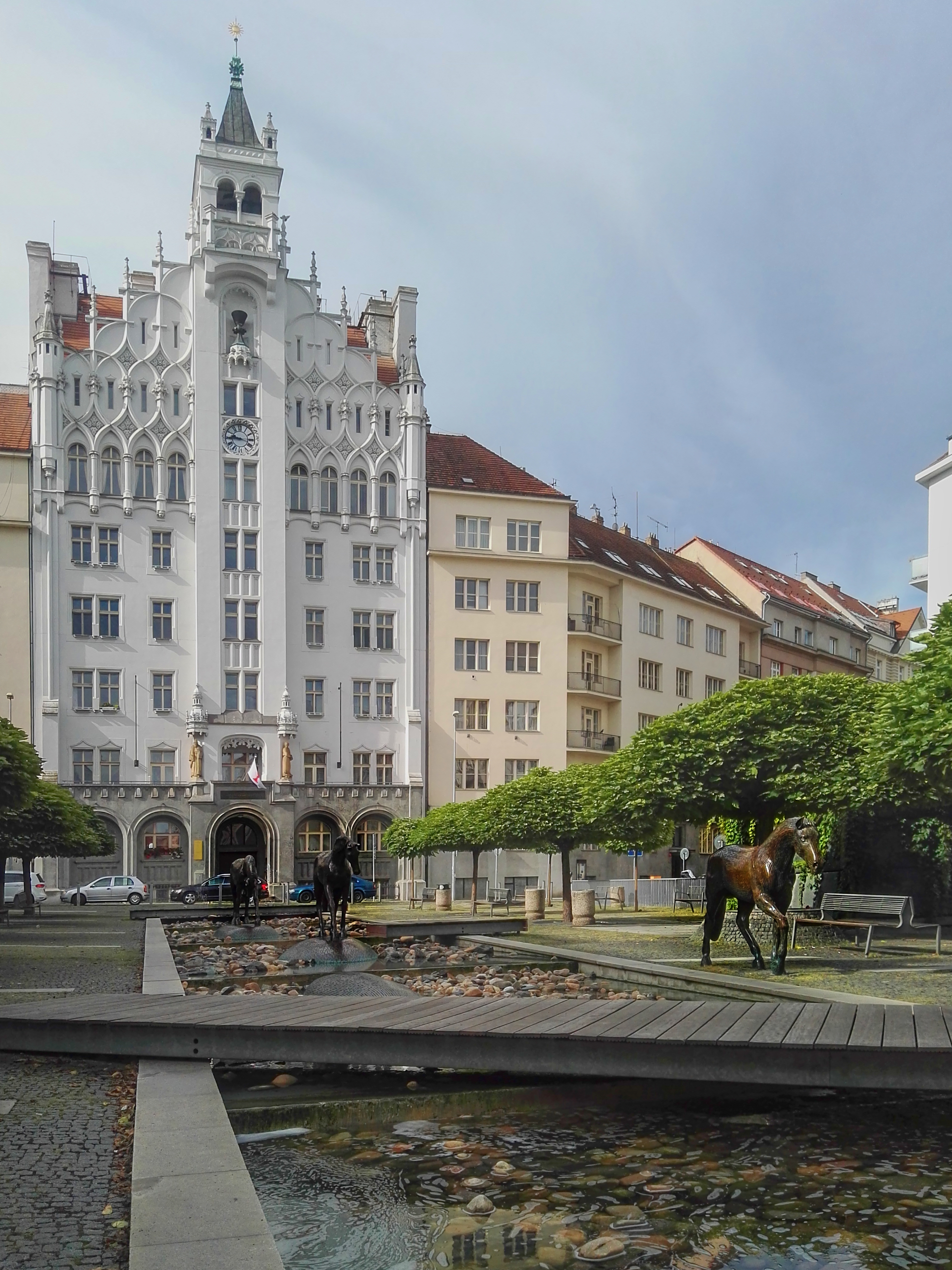
Budova Husova sboru

Park je obklopen bytovými domy. Na jihozápadní straně ve Wuchterlově ulici dominuje celému prostoru novogotická desetipodlažní budova Husova sboru, navržená architektem Jiřím Stibralem a postavená v letech 1925–1927.